# Илия Бешков
Илия Бешков Дунов (1901 – 1958) е български художник, карикатурист, илюстратор, публицист, оратор – един от най-забележителните творци от първата половина на 20 век. Работи основно в областта на визуалните изкуства – живопис и графика, но също и като писател и педагог. Известни негови творби са карикатури и илюстрации, осмиващи зараждащия се в началото на века тоталитарен режим в България.

## Биография
Илия Бешков е роден на 24 юли 1901 година в Долни Дъбник. Негов брат е политикът Иван Бешков, осъден на смърт от комунистическия Народен съд и екзекутиран на 1 февруари 1945 г.
В периода 1918 – 1920 г. Бешков следва в Юридическия факултет на Софийския университет. Завръща се за кратко в Плевен като учител. През 1921 г. започва да учи живопис в Художествената академия в класа на проф. Никола Маринов и завършва с много добър успех на 30 юни 1926 г.
Още като студент печата карикатури в сп. „Маскарад“, „Див дядо“, „Българан“, „Стършел“, „Вик“. илюстрира изданията на издателствата „Т. Ф. Чипев“ и „Хемус“. От 1925 г. сътрудничи на в. „Пладне“ и редица други издания. На два пъти в този период е арестуван: през 1923 г. за участие в юнското въстание и след априлските събития през 1925 г.
От 1930 г. е член на дружеството „Родно изкуство“. През 1936 г. създава цикъла „Испанска хроника“ От 1945 г. преподава в Академията рисуване, илюстрация и оформление на книгата, редовен професор там става през 1953 г., завежда катедра „Графика“ до края на живота си. Цяло поколение графици и илюстратори са повлияни от страстното преподаване на професора. Известен най-вече със своите рисунки, Бешков оставя и изключително оригинално публицистично творчество. 
Умира в София на 23 януари 1958 г.

## Творчество
След завършване на академията Бешков е щатен художник във в. „Пладне“ (1928 – 1934 г.) и сътрудничи на редица други издания: „Вик“, „Земеделско знаме“, „Сеяч“, „Лик“, „Щит“, „Щурец“, „Съвременник“, „Жар“. Сътрудничи в антифашисткия седмичник „Стършел“ (1940 – 1941). По време на Втората световна война Бешков създава цикъл политически карикатури: „Дипломати“ (1941 г.), „Войната“ (1942 г.), „Екзекуция“ (1942 г.), „Пазителите“ (1942 г.), „Всичко за фронта“ (1943 г.), „Зловещата 1943“.
Бешков отделя голяма внимание на битовата карикатура. Герои на неговите творби са селяните и селските попове, дребният буржоа, ограничен и отегчен от монотонното и скучно ежедневие, безпомощни слугинчета и техните похотливи господари, пътници във влака, стражари и скитници.
Бешков е един от големите български илюстратори. Илюстрира детски списания и вестници и над 50 книги: „Приказен свят“ (1929 г.) и „Ането“ (1938 г.) от Ангел Каралийчев, „Дяволите в зимника“ от С. Попов (1938 г.), „Незабравките“ на Т. Генов (1944 г.), „Тошко Африкански“ на А. Каралийчев (1945 г.), „Зъболекар Щъркелан“ от А. Душков (1946 г.), „Мише царство“ от И. Стубел (1946 г.), „Щурче свири“ от Елин Пелин (1947 г.), „Житената питка“ от А. Каралийчев (1948 г.), „Астрономия за народа“ от Г. Томалевски (1950 г.), „От слон до мравка“ от Д. Габе (1945 г.) и други.

## Семейство
Женен е за Анастасия – учителка по математика. Имат дъщеря Павлина (1933) и син Александър (1937). Александър става журналист, писател, сценарист, член на Българския олимпийски комитет, един от създателите и главен редактор на „Панорама“.

## Награди и памет
Награден е с орден "9 септември 1944" (1946 г.). Носител на Димитровска награда (1950 г.) и почетното звание народен художник (1955).
На Илия Бешков е наречена улица в кварталите „Дружба“ и „Канала“ в София (Карта).
На негово име е учредена награда за рисунка и карикатура от Съюза на българските художници. Художествената галерия в Плевен носи неговото име.

## Галерия
- Паметна плоча на Илия Бешков на кооперацията, в която живее от 1940 до 1958 г.
- Кооперацията на ул. „Янтра“ № 13 в София
- Титулни страници на Рисунки и карикатури от Илия Бешков, София, Български художник, 1958 г.